# Campeonato Mundial de Gimnasia Rítmica de 2014
El XXXIII Campeonato Mundial de Gimnasia Rítmica se celebró en Esmirna (Turquía) entre el 22 y el 28 de septiembre de 2014 bajo la organización de la Federación Internacional de Gimnasia (FIG) y la Federación Turca de Gimnasia.
Las competiciones se realizaron en el Pabellón Deportivo Halkapınar de la ciudad turca.

## Resultados
| Evento                                    | Oro | Plata | Bronce |
| ----------------------------------------- | --- | --- | --- |
| Concurso completo ind. (26.09)            | Yana Kudriavtseva · Rusia · 75,266 pts.                                                                                  | Margarita Mamun · Rusia · 74,149 pts.                                                                                    | Ganna Rizatdinova · Ucrania · 72,449 pts.                                                                                              |
| Pelota (23.09)                            | Yana Kudriavtseva · Rusia · Margarita Mamun · Rusia · 18,433                                                             | — | Melitina Staniouta · Bielorrusia · 18,000                                                                                              |
| Mazas (25.09)                             | Yana Kudriavtseva · Rusia · 18,750                                                                                       | Margarita Mamun · Rusia · 18,650                                                                                         | Ganna Rizatdinova · Ucrania · 18,000                                                                                                   |
| Cinta (25.09)                             | Margarita Mamun · Rusia · 18,566                                                                                         | Yana Kudriavtseva · Rusia · 18,183                                                                                       | Ganna Rizatdinova · Ucrania · 17,766                                                                                                   |
| Aro (23.09)                               | Yana Kudriavtseva · Rusia · 18,816                                                                                       | Margarita Mamun · Rusia · 18,450                                                                                         | Son Yeon-Jae Corea del Sur 17,966 |
| Concurso completo por equipos (25.09)     | Rusia · Yana Kudriavtseva · Margarita Mamun · Aleksandra Soldátova · 147,914                                             | Bielorrusia · Arina Charopa · Katsiaryna Halkina · Melitina Staniouta · 136,073                                          | Ucrania · Viktoriya Mazur · Ganna Rizatdinova · Eleonora Romanova · 135,515                                                            |
| Grupos 5 con mazas (28.09)                | España · Sandra Aguilar · Artemi Gavezou Castro · Elena López · Lourdes Mohedano · Alejandra Quereda · 17,433            | Israel Yuval Filo Alona Koshevatski Ekaterina Levina Karina Lyjvar Ida Mairin 16,983                                     | Bielorrusia · Xenia Cheldishkina · Hanna Dudzenkova · Maria Kadobina · Maria Katsiak · Arina Tsitsilina · 16,600                       |
| Grupos 3 con pelota + 2 con cinta (28.09) | Rusia · Diana Borisova · Anastasiya Maximova · Alexandra Semionova · Anastasiya Tatareva · Mariya Tolkachova · 17,950    | Bulgaria Reneta Kamberova Mijaela Maevska-Velichkova Tsvetelina Naidenova Tsvetelina Stoyanova Jristiana Todorova 17,616 | Bielorrusia · Xenia Cheldishkina · Hanna Dudzenkova · Maria Kadobina · Valeriya Pischelina · Arina Tsitsilina · 17,466                 |
| Grupos concurso completo (27.09)          | Bulgaria Reneta Kamberova Mijaela Maevska-Velichkova Tsvetelina Naidenova Tsvetelina Stoyanova Jristiana Todorova 34,449 | Italia · Sofia Lodi · Alessia Maurelli · Marta Pagnini · Camilla Patriarca · Andreea Stefanescu · 34,282                 | Bielorrusia · Xenia Cheldishkina · Hanna Dudzenkova · Maria Kadobina · Maria Katsiak · Valeriya Pischelina · Arina Tsitsilina · 34,133 |

## Medallero
| Núm. | País          | Oro | Plata | Bronce | Total |
| ---- | ------------- | --- | ----- | ------ | ----- |
| 1    | Rusia         | 8   | 4     | 0      | 12    |
| 2    | Bulgaria      | 1   | 1     | 0      | 2     |
| 3    | España        | 1   | 0     | 0      | 1     |
| 4    | Bielorrusia   | 0   | 1     | 4      | 5     |
| 5    | Israel        | 0   | 1     | 0      | 1     |
| 6    | Italia        | 0   | 1     | 0      | 1     |
| 7    | Ucrania       | 0   | 0     | 4      | 4     |
| 8    | Corea del Sur | 0   | 0     | 1      | 1     |
|      | TOTAL         | 10  | 8     | 9      | 27    |